# Be File System
Il Be File System o BFS (talvolta chiamato BeFS, erroneamente o per evitare di confonderlo con il Boot File System, come nel caso del kernel linux) è il file system nativo del sistema operativo BeOS.
BFS è stato sviluppato da Dominic Giampaolo e Cyril Meurillon nel 1996 in un periodo di dieci mesi per fornire a BeOS un efficiente sistema a 64 bit con supporto al journaling. È case sensitive ed è utilizzabile su floppy, dischi rigidi e filesystem di sola lettura (CD), sebbene l'impiego su supporti removibili è sconsigliato per via del fatto che le informazioni che esso include possono occupare dai 600 kB ai 2 MB.
Come il suo predecessore, OFS (Old Be File System, a suo tempo chiamato semplicemente BFS), permette di immagazzinare informazioni estese per ogni file (metadati) e, grazie alle sue caratteristiche di indicizzazione, fornire funzionalità simili a quelle dei filesystem relazionali.
La sua struttura interna è per larga parte descritta nel volume Practical File System Design with the Be File System.
BeFS è stato reimplementato con il nome di OpenBFS come parte del sistema operativo open source Haiku. SkyFS, il filesystem usato dal sistema operativo SkyOS, è un derivato di OpenBFS.